# شاهزاده اسکار
شاهزاده اسکار، دوک اسکون سوئد (Prince Oscar of Sweden, Duke of Skåne؛ متولد ۲ مارس ۲۰۱۶) با نام اصلی اسکار کارل اولوف (Oscar Carl Olof) فرزند کوچکتر شاهدخت ویکتوریا، ولیعهد سوئد و همسرش شاهزاده دانیل است. وی نوه پادشاه کارل گوستاف شانزدهم و ملکه سیلویا است و بعد از مادر و خواهرش شاهدخت استل، در رده جانشینی تاج و تخت سوئد سوم است.

## عناوین
عنوان کامل اسکار این است: اعلیحضرت شاهزاده اسکار کارل اولوف، دوک اسکون (His Royal Highness Prince Oscar Carl Olof, Duke of Skåne).